# جورجينا بلومبرغ
جورجينا بلومبرغ (بالإنجليزية: Georgina Bloomberg) (20 يناير 1983، نيويورك في الولايات المتحدة)؛ كاتِبة وروائية أمريكية. درست في جامعة نيويورك.

## روابط خارجية
- جورجينا بلومبرغ على موقع IMDb (الإنجليزية)
- جورجينا بلومبرغ على موقع قاعدة بيانات الفيلم (الإنجليزية)